# 佩切托-迪瓦伦扎
佩切托-迪瓦伦扎（義大利語：Pecetto di Valenza），是意大利亚历山德里亚省的一个市镇。总面积11.45平方公里，人口1281人，人口密度111.9人/平方公里（2009年）。ISTAT代码为006128。